# Ray Goossens
Ray Goossens (Merksem, 26 de octubre de 1924-Deurne, 10 de diciembre de 1998) fue un animador y director belga, conocido por la creación de Musti.

## Biografía
Interesado en la animación de antes de la Segunda Guerra Mundial, creó el estudio de animación AFIM en Amberes en 1940, junto con Jules Luyckx y Winkeler Henri. Tenían 15 empleados, incluidos los artistas cómicos más famosos como Bob de Moor y el estado de Nueva York Jef. Ellos crearon una serie de breves películas animadas, de las cuales Smidje Smee fue el más exitoso.
Después de la guerra, Goossens comenzó a trabajar como un creador de cómics con Kleine Zondagsvriend, una revista juvenil semanal. Él creó una serie de series, algunos basados en historias existentes, como Tijl Uilenspiegel y Reinaert de Vos, algunos nuevos, como Tsjoem (un loro) y Snops de bende en. También trabajó como ilustrador para diferentes diarios y revistas, incluyendo Gazet van Antwerpen.
- Datos: Q2801381